# زانوی کلر
زانوی کلِر (فرانسوی: Le Genou de Claire‎) فیلمی در ژانر درام، هنری، رمانتیک، و سینمای جهان به کارگردانی اریک رومر است که در سال ۱۹۷۰ منتشر شد. از بازیگران آن می‌توان به ژان-کلود برایلی و فابریس لوکینی اشاره کرد.